# Streitkräfte Indiens

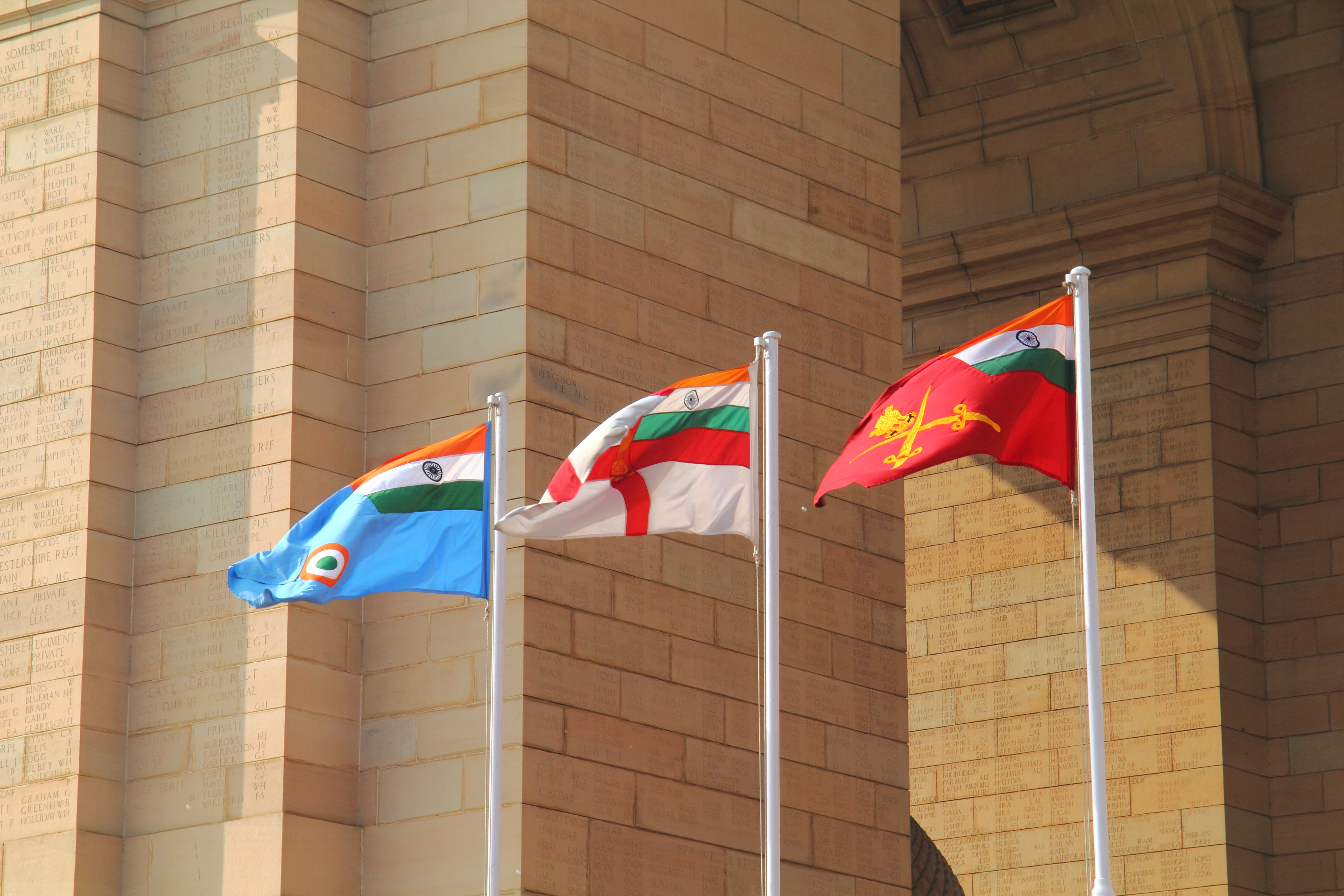
Flaggen der drei indischen Teilstreitkräfte in Neu-Delhi vor dem India Gate (v. l. n. r.): Luftwaffe, Marine, Heer

Die Streitkräfte Indiens (Bharatiya Sashastra Senae) sind die Streitkräfte der Republik Indien. Sie umfassen etwa 1.475.750 Soldaten, wovon 1,237 Millionen im Heer, 149.900 bei der Luftwaffe, 75.500 bei der Marine und 13.350 bei der Küstenwache dienen. Damit unterhält Indien nach der Anzahl der Soldaten die drittgrößte Streitmacht der Welt. Dazu kommen 1.155.000 Reservisten und 2.527.000 paramilitärische Kräfte.
Indien lag 2023 auf Platz 79 von 149 Ländern im Globalen Militarisierungsindex (GMI). Gemäß dem Ranking von Global Firepower (2024) besitzt das Land die viertstärkste militärische Kapazität weltweit und die zweitstärkste in Asien nach der Volksrepublik China.
Das Verteidigungsbudget im Fiskaljahr 2025/2026 beträgt umgerechnet etwa 78 Milliarden US-Dollar, was etwa 1,9 % des Bruttoinlandsproduktes entspricht.

## Geschichte der Indischen Streitkräfte
Vor der Unabhängigkeit existierte von 1858 bis 1947 die British Indian Army in Britisch-Indien. Sie bildete gemeinsam mit den Kontingenten, die ausschließlich aus Großbritannien stammten, die Army of India oder Army in India.
Die British Indian Army bildete den Grundstock der Armeen der durch die Teilung des indischen Subkontinents entstandenen Staaten, der Indischen Union und der Islamischen Republik Pakistan. Die Teilung Indiens bezieht sich auf die Aufteilung des vormaligen Britisch-Indien aufgrund religiöser und ethnischer Auseinandersetzungen, die schließlich zwischen dem 14. und 15. August 1947 zur Gründung zweier unabhängiger Staaten führten: Pakistan und Indien. Pakistan bestand bis 1971 aus zwei Teilen: Westpakistan (das heutige Pakistan) und Ostpakistan (das heutige Bangladesch).
Die Aufteilung des ehemaligen Britisch-Indiens in zwei Dominions war im Indian Independence Act 1947 festgeschrieben worden und markierte das Ende der britischen Kolonialherrschaft auf dem indischen Subkontinent.
Im Verlauf des Teilungsprozesses kam es zu bürgerkriegsähnlichen Auseinandersetzungen, die zum Tod von mehreren hunderttausend Menschen führten. Einige Autoren sprechen sogar von bis zu einer Million Opfern oder mehr. Etwa 20 Millionen Menschen wurden im Zuge der Aufteilung Britisch-Indiens deportiert, vertrieben oder umgesiedelt.
Grenzstreitigkeiten führten 1962 zum Chinesisch-Indischen Grenzkrieg, den Indien verlor.
Die indische Unterstützung einer Unabhängigkeitsbewegung im damaligen Ostpakistan führte 1971 zu einem dritten Krieg Indiens gegen Pakistan mit folgender Teilung Pakistans und Gründung des neuen, ebenfalls islamisch geprägten Staates Bangladesch. Besondere Brisanz erhält der indisch-pakistanische Gegensatz durch die Tatsache, dass beide Staaten Atommächte sind. Indien hatte 1974 erstmals einen Atomtest durchgeführt. Auf weitere Kernwaffenversuche im Jahre 1998 reagierte Pakistan mit eigenen Atomtests.
Seit der Unabhängigkeit hat das indische Militär kaum Interesse an einer politischen Einflussnahme gezeigt. Es ist der Zivilverwaltung unterstellt, den militärischen Oberbefehl hat der Präsident. In Indien gilt keine allgemeine Wehrpflicht, stattdessen unterhält der Staat eine Berufsarmee.
Im Dezember 2007 haben Indien und die Volksrepublik China erstmals ein gemeinsames Anti-Terror-Militärmanöver abgehalten. Die einwöchige Übung „Hand in Hand 2007“ mit insgesamt 200 Soldaten wurde in der chinesischen Provinz Yunnan durchgeführt. Weitere partnerschaftliche Sicherheitskooperationen gibt es mit den südostasiatischen Nachbarn Indonesien, Malaysia und Singapur, aber auch mit Japan und den USA. Die Übung Yuddh Abhyas ist Teil einer seit 2005 fortlaufenden Reihe von gemeinsamen Übungen zwischen Indien und den Vereinigten Staaten von Amerika. Die indische Armee kooperiert bei der Durchführung von Übungen (Nomadic Elephant) mit der mongolischen Armee. Die erste Übung fand im Jahr 2004 statt. Im Jahr 2012 fand die Übung in Belagavi und im Juni 2013 in der Mongolei statt. Das Ziel der Übungen ist es, Operationen zur Aufstands- und Terrorismusbekämpfung zu verbessern und die Durchführung von friedenserhaltenden Operationen unter dem Mandat der Vereinten Nationen zu trainieren.
Die indische Marine importierte zahlreiche in Israel hergestellte Rüstungsprodukte, darunter Flugabwehr-FK-Systeme Barak-1 und Anlagen für die Elektronische Kampfführung sowie israelische Drohnen.

## Überblick
Indien verfügt über 3555 Kampfpanzer, 1960 Kampfflugzeuge, 620 Hubschrauber, 170 Kriegsschiffe und 15 U-Boote (Stand: 2012). In den letzten Jahren kam es zu einer breiten Aufrüstung der Streitkräfte Indiens durch in Indien entwickelte modernere Waffensysteme. So wurden (oder werden bis 2018) verschiedene moderne Waffensysteme aus indischer Produktion in Dienst gestellt, etwa Arjun-Kampfpanzer, Pinaka-Raketenwerfer, Flugzeugträger der Vikrant-Klasse, strategische Atom-U-Boote der Arihant-Klasse, mit Tarnkappentechnik ausgestattete Fregatten der Shivalik-Klasse, Kampfflugzeuge des Types HAL Tejas, Tarnkappenflugzeuge der Typen HAL AMCA sowie HAL-Kampfhubschrauber.
Indiens einzige Militärbasis im Ausland ist seit 2004 der Luftstützpunkt Farkhor in Tadschikistan. Zudem besteht mit Mosambik ein Militärabkommen, das Ankerrechte und Versorgung von indischen Kriegsschiffen vorsieht. Mit Mauritius bestehen zudem enge militärische Bindungen. Die indischen Luftstreitkräfte kontrollieren den mauritischen Luftraum und es besteht eine Zusammenarbeit mit der indischen Marine.

### Atomstreitkräfte
Indien verfügt über selbst entwickelte Prithvi Kurzstreckenraketen, sowie die Agni-III Mittelstreckenraketen mit einer Reichweite von 3,500 km – 5,000 km, die auch mit atomaren Sprengköpfen bestückt werden können. Des Weiteren wurde die Agni-V Interkontinentalrakete 2018 in Dienst gestellt. Die K-15 und K-4 U-Boot-gestützten ballistischen Raketen sind schon einsatzbereit bzw. in der Testphase. Der atomwaffenfähige landgestützte Langstrecken-Nirbhay (Marschflugkörper) mit einer Reichweite von 1500 km ist einsatzbereit. 2021 standen den strategischen Streitkräften (Strategic Forces Command) 160 Nuklearsprengköpfe zur Verfügung.

### Heer

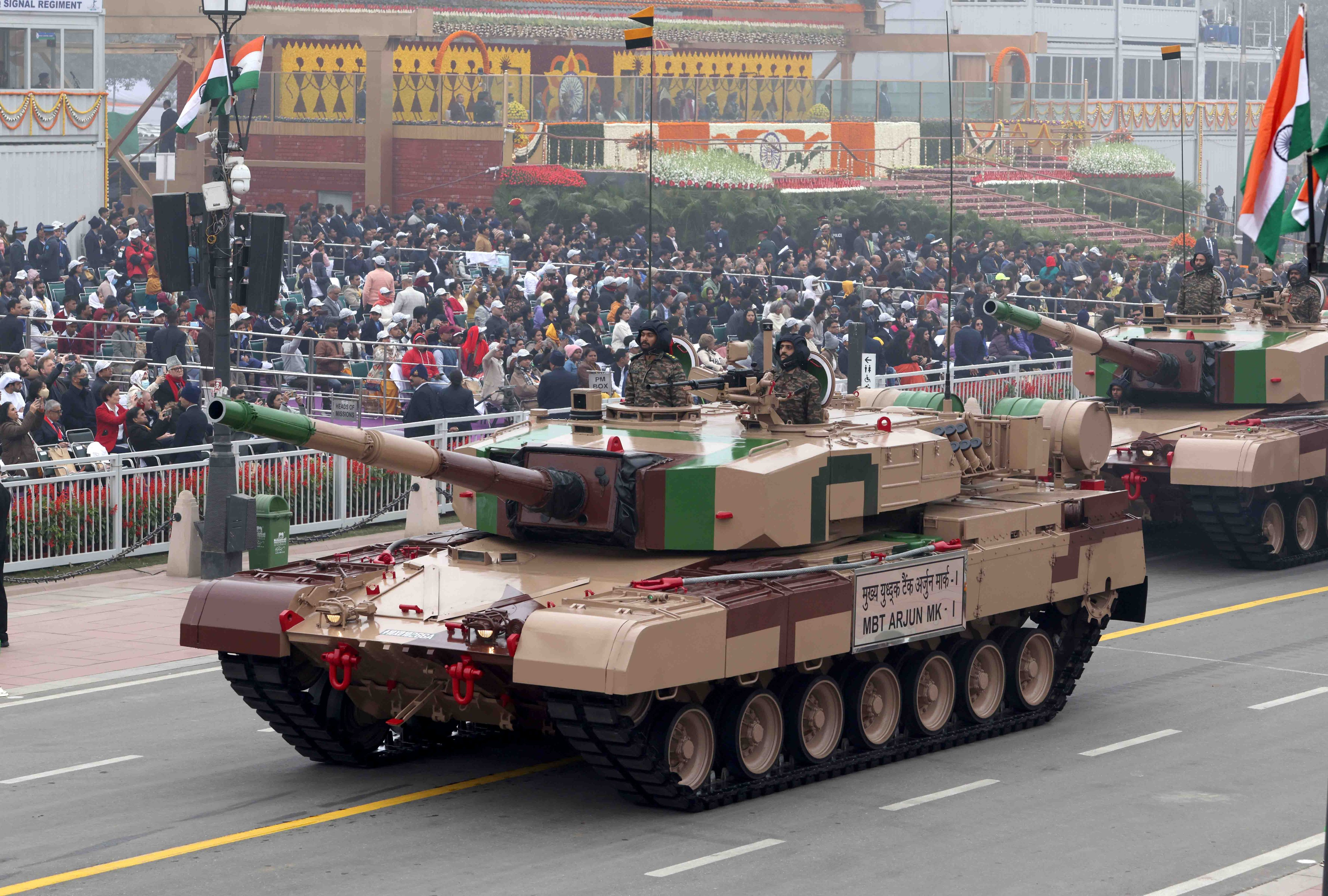
Kampfpanzer Arjun bei einer Parade

Das Indische Heer (Bharatiya Thalsena) ist mit 1.237.000 Soldaten die größte Teilstreitkraft der indischen Streitkräfte. Kommandeur des Heeres ist seit dem 30. Juni 2024 der General Upendra Dwivedi. Die Landstreitkraft ist in sechs Regional- und einem Trainingskommando unterteilt und verfügen über mehr als 7.200 Panzer oder gepanzerte Fahrzeuge und 267 Hubschrauber.

### Marine

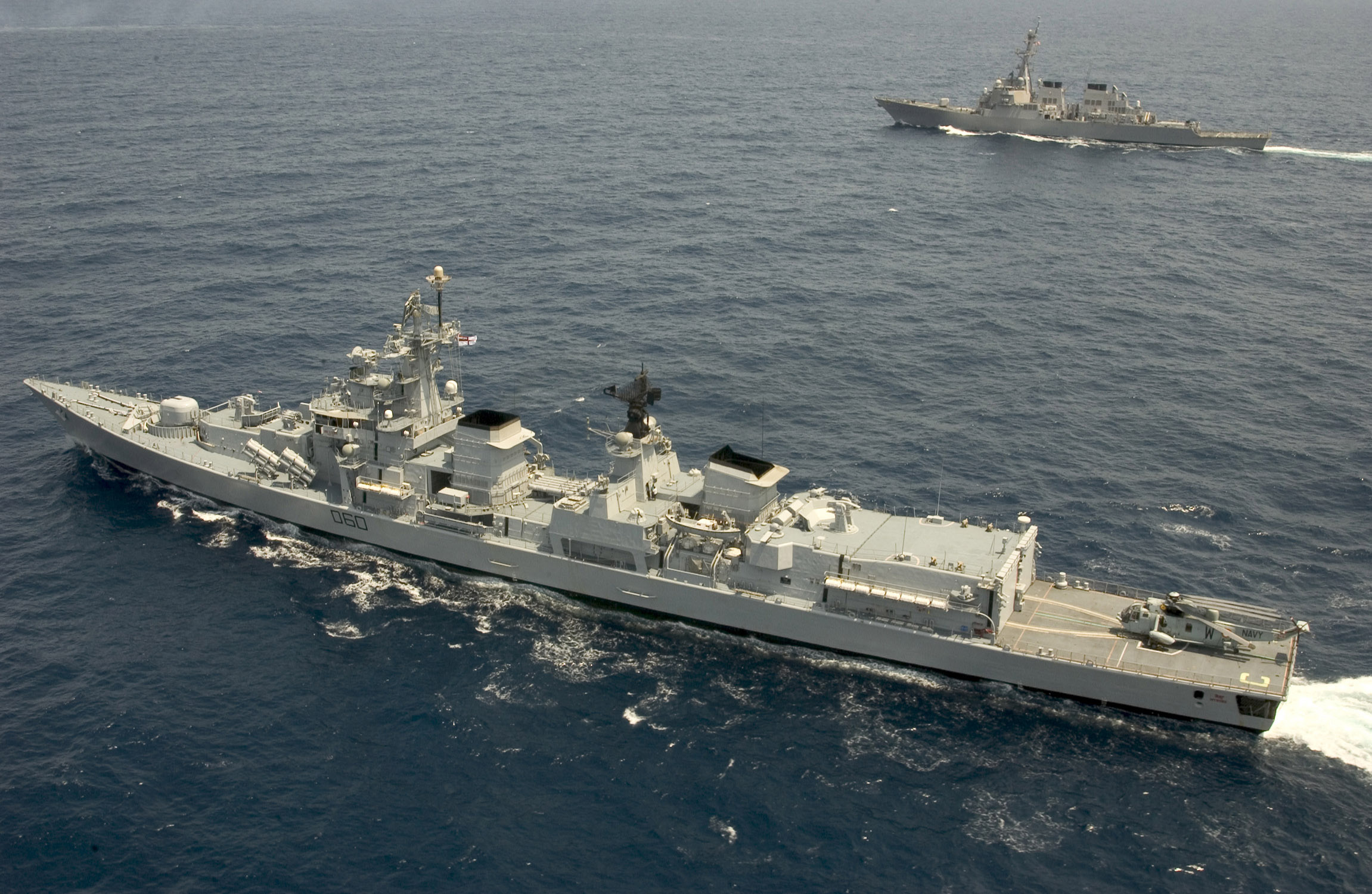
Der indische Zerstörer Mysore (vorne), 2007

Flugzeugträger Viraat

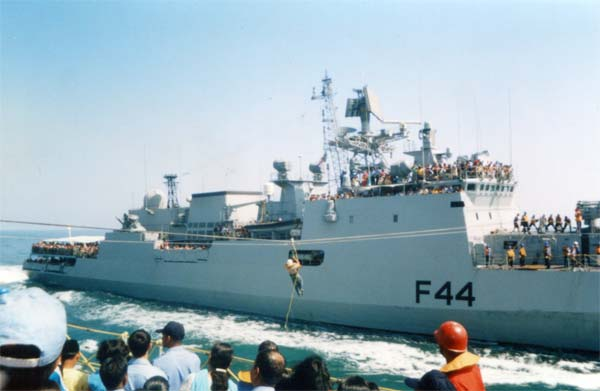
Die indische Fregatte Tabar

Die Indian Navy (Bharatiya Nausena), einschließlich der Marineflieger, gliedert sich in drei Marinekommandos:
- Eastern Naval Command, Visakhapatnam
- Western Naval Command, Mumbai
- Southern Naval Command, Kochi

Flaggschiff der Flotte ist der Flugzeugträger Vikramaditya, die vormalige russische Admiral Gorschkow.
Die Inder gingen beim Ausbau der Marinekräfte methodisch plausibel und zielgerichtet vor. Zunächst wurden vor allem britische Schiffe gekauft, in Lizenz nachgebaut und darauf aufbauend eigene Entwürfe gefertigt. Als Großbritannien nach dem Kaschmir-Konflikt 1965 auf Distanz zu Indien (ehemals britische Kolonie) ging, nahm die Sowjetunion diese Stelle ein.
Inzwischen ist Indien auch im hochwertigen Kriegsschiffbau unabhängig und damit – neben China – der zweite Staat Asiens, der nahezu die gesamte Palette des modernen Kriegsschiffbaus durch eigene Werften abdecken kann. Darüber hinaus konnte Indien Mitte April 2003 die erste (von insgesamt bis zu zehn) von der Mazagon Dock Shipbuilders Limited in Mumbai (Bombay) gefertigte Stealth-Fregatte (Shivalik-Klasse, Projekt 17 „new NILGRI-Klasse“) von Stapel laufen lassen. Der noch völlig ohne Decksaufbauten und Bewaffnung erstellte Schiffskörper soll nach der Indienststellung das 4.900-ts-Schiff mit mehr als 30 Knoten bewegen können. Hinsichtlich der Bewaffnung werden aus einem VLS startbare Seezielflugkörper vom russisch-indischen Typ BrahMos mit 300 km Reichweite, alternativ auch U-Jagd-Flugkörper, erwartet. Dazu sollen zur Nahbereichs-Flugabwehr (20 km) russisch-indische Kashmir-Flugkörper oder die israelische Barak eingesetzt werden.
Indien unterzeichnete 2004 den Kaufvertrag für den russischen Flugzeugträger Admiral Gorschkow, Ziel war der Ersatz des Trägers Viraat. Das Schiff wurde auf der russischen Sewmasch-Werft in Sewerodwinsk modernisiert und am 15. November 2013 als Vikramaditya an Indien übergeben. Von 2005 bis 2022 baute Indien seinen ersten vollständig im Inland gefertigten Flugzeugträger namens Vikrant und nahm ihn nach mehreren Verschiebungen im September 2022 in Betrieb.
2006 kaufte Indien rund 175 Stück Lenkwaffen des Typs 3M54 Klub-S (NATO-Codename SS-N-27 Sizzler) für die U-Boote der Sindhughosh-Klasse.
Die Marine leaste ein atomar angetriebenes U-Boot der Charlie-Klasse von der Sowjetunion und setzte es von 1988 bis 1991 ein. Das Boot K-43, das in der indischen Marine auf Chakra umbenannt wurde, wurde von sowjetischen Matrosen kontrolliert, welche die Inder anlernten. Indien selbst startete bereits 1985 das Programm Advanced Technology Vessel, das den Bau eigener Atom-U-Boote zum Ziel hat. Am 26. Juli 2009 wurde das erste in Indien gefertigte Atom-U-Boot als INS Arihant zu Wasser gelassen und 2012 in Dienst gestellt. Um U-Boot-Besatzungen auf den Einsatz auf einem Atom-U-Boot vorzubereiten, leaste die Indische Marine 2012 das russische Atom-U-Boot K-152 Nerpa für 10 Jahre und stellte es, wie bereits K-43, als Chakra in Dienst. Die Chakra gehört der Akula-II-Klasse an; die Kosten belaufen sich auf rund 650 Millionen US-Dollar. 
Im Februar 2008 testete die indische Marine im Golf von Bengalen erstmals eine neue U-boot-gestützte ballistische Rakete (SLBM) vom Typ K-15 Sagarika des Rüstungsbetriebs DRDO, von einer 50 Meter unter dem Meeresspiegel befindlichen Abschussbasis nahe dem Marinestützpunkt in Visakhapatnam. Indien verfügt mit der „INS Arihant“ über ein erstes Trägersystem zum Abschuss dieser Rakete mit einer Reichweite von bis zu 700 Kilometern und einem Gefechtskopf von 500 Kilogramm. Gleichzeitig ist die indische Marine die erste Marine weltweit, die außerhalb der 5 UN-Vetomächte/Atommächte ein U-Boot mit ballistischen Raketen in Dienst gestellt hat.
Ebenfalls wird die U-Boot-gestützte ballistische Rakete K-4 (SLBM) getestet, die eine Reichweite von bis zu 4000 Kilometer haben soll. Die K-4 hat ihren ersten Testflug 2010 absolviert.

### Luftstreitkräfte

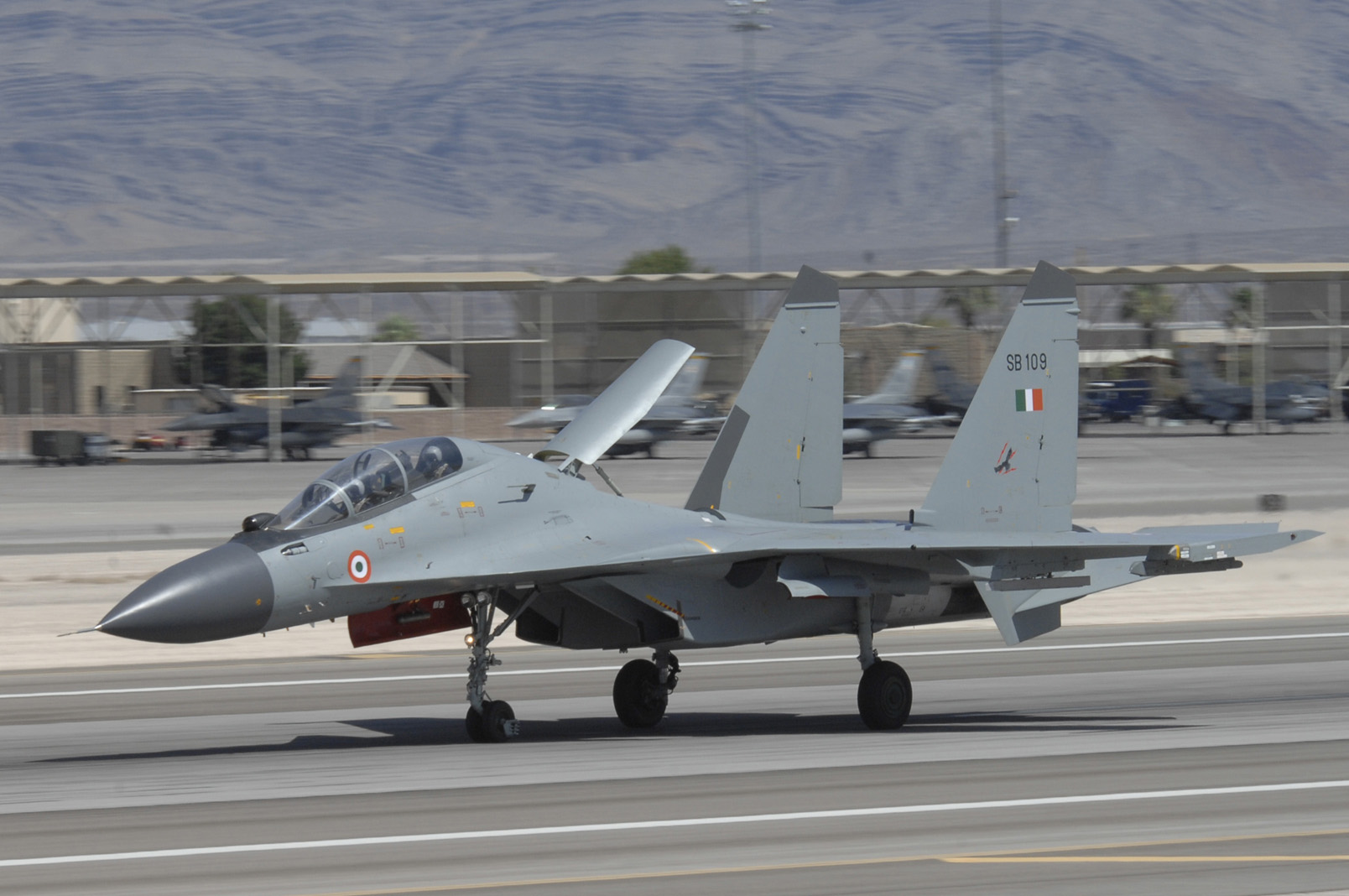
Eine Suchoi Su-30K der Indian Air Force landet auf der Nellis Air Force Base in Nevada

Der Indian Air Force (Bharatiya Vayu Sena) gehören 149.900 Soldaten an und sind in fünf Luftkommandos gegliedert:
- Zentrales Luftkommando in Prayagraj,
- Südliches Luftkommando in Thiruvananthapuram,
- Östliches Luftkommando in Shillong,
- Süd-Westliches Luftkommando in Gandhinagar und
- Westliches Luftkommando in Neu-Delhi.

Des Weiteren gibt es ein Ausbildungskommando in Bengaluru und ein Instandsetzungskommando in Nagpur. Derzeitiger Befehlshaber der Luftwaffe ist Pradeep Vasant Naik.
Indiens militärische Forschungs- und Entwicklungseinrichtung (DRDO) hat mit der Projektierung eines aussichtsreichen Jagdflugzeuges der fünften Generation AMCA (Advanced Medium Combat Aircraft) begonnen.
Wie der Generaldirektor der Luft- und Raumfahrtsparte von DRDO mitteilte, soll das neue Kampfflugzeug 2018 fertig sein. Die 20 Tonnen schwere Maschine hat zwei Triebwerke und ist durch die Tarnkappentechnologie nur schwer zu orten.
Nach dem Erfolg des BrahMos-Projekts vereinbarten Russland und Indien im Frühjahr 2007 das FGFA-Programm. Fifth Generation Fighter Aircraft ist ein Gemeinschaftsprojekt zwischen dem russischen Luftfahrtkonsortium OAK und der indischen Hindustan Aeronautics (HAL) zur Entwicklung eines Jagdflugzeugs der Fünften Generation. Dieses Projekt wurde zugunsten des HAL AMCA eingestellt. Zusammen mit 126 mittleren Mehrzweck-Kampfflugzeugen, die Indien im Rahmen eines 10,4 Milliarden US-Dollar teuren Projektes zu beschaffen plant, 270 Maschinen des Typs Suchoi-30MKI, die für etwa 12 Milliarden US-Dollar von Russland geliefert werden, einer Kampfwertsteigerung der vorhandenen Su-30 MKI für weitere 2 Milliarden US-Dollar und 120 Stück des indischen Light Combat Aircraft (LCA-Tejas) für 3,6 Milliarden US-Dollar sollen die etwa 250 FGFA-Maschinen für die absehbare Zukunft die Hauptstütze der indischen Luftstreitkräfte bilden. Unabhängig davon sollen Kampfwertsteigerungsmaßnahmen für 50 ältere Mirage 2000 und 61 MiG-29 SMT im Wert von 2,2 Milliarden US-Dollar deren Einsatzfähigkeit bis in das Jahr 2025 sowie für weitere 125 MiG-21 bis 2017 sicherstellen. Damit soll innerhalb der nächsten zehn Jahre die geforderte Kampfstärke der indischen Luftwaffe von 44 Staffeln mit mehr als 792 Flugzeugen (18 Flugzeuge je Staffel) erreicht werden und der Neuaufbau der Luftwaffe zu einem Selbstkostenpreis von etwa 55 bis 65 Milliarden US-Dollar vollzogen sein.

### Weitere Kräfte
- Küstenschutz – Indian Coast Guard
- paramilitärische Kräfte
- Armed Forces Medical Services (AFMS):
  - Army Medical Corps (AMC)
  - Army Dental Corps (ADC)
  - Military Nursing Service (MNS)